# William Derham
William Derham (Stoulton, 26 de novembre de 1657 - Upminster, 5 d'abril de 1735) va ser un clergue anglès, teòleg natural, científic i filòsof natural, membre de la Royal Society. Autor de diverses publicacions on va unir la seva devoció amb la seva passió pels estudis matemàtics i filosòfics. Se'l considera la primera persona a emprar la paraula cronòmetre i l'autor de la primera mesura, raonablement acurada, de la velocitat de so.

## Vida
William Derham era fill de Thomas Derham. Va néixer a Stoulton, un poble a prop de Worcester, al comtat de Worcestershire, Anglaterra. Va ser educat a Blockley, Gloucestershire, i el 1675 va entrar al Trinity College d'Oxford, on va graduar-se el 1679. Poc després emprengué l'ordenació sacerdotal i el 1682 fou nomenat vicari de Wargrave, al comtat de Berkshire i, posteriorment, rector d'Upminster, al comtat d'Essex; càrrec que exercí fins a la seva mort el 1735. El 1716, mentre era a Upminster, fou nomenat Canonge de la Capella de Sant Jordi del Castell de Windsor. Les actes de la sagristia mostren com, a partir d'aleshores, va compaginar ambdues ocupacions. Els registres parroquials d'Upminster també testimoniegen el seu enterrament a St. Laurence el 1735. Tanmateix, avui en dia el lloc precís de la seva tomba és desconegut i, d'acord amb els seus desitjos, no hi ha cap memorial commemoratiu d'ell dins de l'església.

## Obra
El 1696, William Derham va publicar Artificial Clockmaker, que veié diverses edicions. Tanmateix, les seves obres més conegudes són: Physico-Teologia (1713), Astro-Teologia (1714) i Christo-Teologia (1730). Totes tres presenten arguments teològics sobre l'ésser i els atributs de Déu, que van ser emprats per William Paley gairebé un segle més tard.

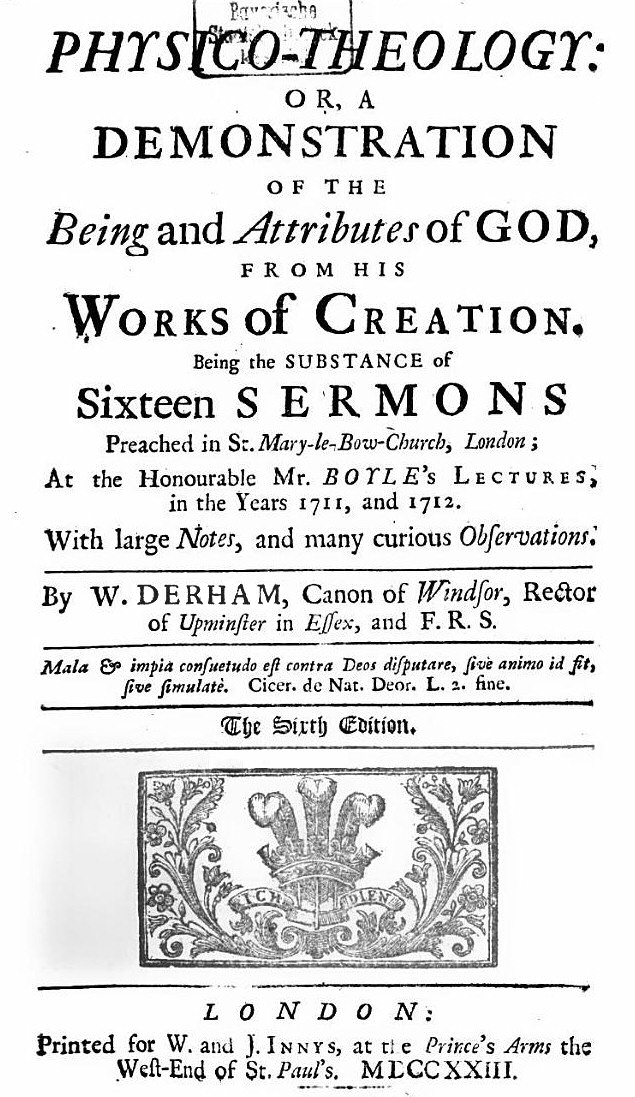
Pàgina del títol de l'edició de 1723 de la Physico-Teologia de Derham.

Tanmateix, aquestes publicacions també inclouen diverses observacions científiques originals. Per exemple, Physico-Teologia recull la seva acceptació de l'existència de variacions naturals dins d'una mateixa espècie i l'afirmació que el Didelphis virginialis (l'Opòssum de Virgínia) era l'únic marsupial de l'Amèrica del Nord. També inclou una de les primeres descripcions teòriques d'un cronòmetre marí, acompanyada d'una discussió sobre l'ús de l'envasat al buit per segellar els rellotges i els cronòmetres i reduir, així, les inexactituds de les seves operacions i mesures. Gràcies a aquest treball, es reconeix Derham com la primera persona a emprar el mot cronòmetre.
Semblantment, Astro-Teologia recull moltes identificacions de noves nebulae que, a l'època, era el nom que rebia qualsevol objecte astronòmic extens: des de nebuloses al que avui en dia anomenem cúmuls estel·lars. El seu telescopi de 16 peus (que també va emprar per mesurar la velocitat del so) estava localitzat al capdamunt de la torre de l'església de St. Laurence, a Upminster, on encara es conserven algunes restes del seu observatori.
El 3 de febrer de 1703, Derham va ser elegit com a Membre de la Royal Society. La seva darrera publicació en vida, de la qual es té constància, va ser A Defence of the Church's Right in Leasehold Estates (1731).
Més enllà de les obres publicades amb el seu nom, com a membre de la Royal Society, Derham va contribuir en diversos articles de la seva revista científica Philosophical Transactions of the Royal Society. També va revisar la Miscellanea Curiosa de la institució, i va editar una biografia i la correspondència de John Ray, de qui va prendre i continuar el concepte de 'physico-teologia' o teologia natural.
Entre les seves contribucions també destaquen l'edició de la Natural History d'Eleazar Albin i la publicació de diversos manuscrits del científic Robert Hooke. Les seves observacions meteorològiques a Upminster (publicades a les Transactions of the Royal Society) és una de les primeres sèries meteorològiques d'Anglaterra de les que es té constància.

### Velocitat de so
El 1709 Derham va determinar la velocitat del so mesurant l'interval de temps transcorregut entre el flaix i l'estrèpit d'un tret d'escopeta. Els seus valors, d'uns 1,072 peus parisencs/sec, (uns 1,142 peus actuals/sec o 348,08 m/sec) s'acosten força al valor actualment acceptat de la velocitat del so que és d'uns 343 m/sec.
Els seus resultats foren més acurats que els obtinguts en intents anteriors com els de Marin Mersenne el 1630 (1,380 peus parisencs per segon), Pierre Gassendi el 1635 (1,473 peus parisencs per segon) o Robert Boyle (1,125 peus parisencs per segon).
Per fer la mesura, Derham va utilitzar el seu telescopi de la torre de l'església de St. Laurence, a Upminster, per observar el flaix d'un tret d'escopeta disparat a la distància. Llavors va mesurar el temps transcorregut fins que va sentir el tret emprant un pèndol de mig segon. Les observacions es van fer amb trets disparats des de diversos punts de referència locals com l'església de St. Mary Magdalene, a North Ockendon. Les distàncies es van mesurar per triangulació i, gràcies a això, es va poder calcular la velocitat a la qual havia viatjat el so d'un punt a un altre.

## Publicacions més rellevants
- The Artificial Clockmaker (1696), reedició de 1734
- Physico-theology, or a Demonstration of the Being and Attributes of God (1713), edició de 1723
- Christo-Theology: Or, a Demonstration of the Divine Authority of the Christian Religion (1714), edició de 1730
- Astro-theology: or, A demonstration of the being and attributes of God, from a Survey of the Heavens (1730), edició de 1731